# Stadio dell'Esercito polacco
Lo stadio dell'Esercito Polacco, per esteso stadio dell'Esercito polacco di Varsavia Maresciallo Józef Piłsudski (in polacco Stadion Wojska Polskiego w Warszawie imienia Marszałka Józefa Piłsudskiego), noto anche come Pepsi Arena dal 19 luglio 2011 al 31 dicembre 2014 per ragioni di sponsorizzazione, è uno stadio della capitale polacca Varsavia. Di proprietà del comune di Varsavia, ospita le gare casalinghe del Legia Varsavia. 

## Storia
La costruzione dello stadio venne iniziata nel 1927. Inaugurato il 9 agosto 1930, l'impianto ospitò il successivo 26 ottobre un incontro tra le nazionali di calcio di Polonia e Lettonia, mentre il 30 agosto erano state ufficialmente aperte la pista ciclabile e la pista di atletica, in occasione di un meeting internazionale tra squadre di atletica cui presero parte le rappresentative di Inghilterra, Germania, Austria, Francia, Egitto e Polonia.
Nel corso della seconda guerra mondiale, durante l'occupazione nazista, lo stadio venne utilizzato per attività sportive dei soldati della Wehrmacht e venne pesantemente danneggiato durante l’avanzata dell'Armata Rossa verso la Germania.
Dopo i primi lavori di ricostruzione, lo stadio tornò ad ospitare un incontro di calcio il 1º maggio 1945 e nel 1951 fu sede dell'arrivo della Corsa della Pace (de. Friedensfahrt, cs. Závod Míru, pl. Wyścig Pokoju), una corsa a tappe maschile di ciclismo su strada.
Durante tutto il periodo del regime comunista in Polonia, l'impianto era ribattezzato Ludowego Wojska Polskiego (stadio dell'Armata Popolare Polacca) e negli anni sessanta fu dotato di un impianto di illuminazione. Dopo la caduta del regime comunista, il nome dello stadio divenne Stadion Wojska Polskiego w Warszawie imienia Marszałka Józefa Piłsudskiego (in italiano: Stadio dell'Esercito Polacco di Varsavia Maresciallo Józef Piłsudski).
Dopo la chiusura dello stadio del decimo anniversario del Manifesto di luglio (Stadion Dziesięciolecia Manifestu Lipcowego) ha ospitato varie volte incontri della nazionale polacca.
Nel novembre 2008 sono iniziati i lavori di ricostruzione dello stadio che dopo il loro completamento hanno portato la capienza dell'impianto a 31.800 spettatori. La ricostruzione, il cui costo è stato di 807.000 złoty è stata completata nel gennaio 2011.